# Lily Woodham
Lily Woodham (Cardiff, 3 september 2000) is een voetbalspeelster uit Wales. Ze speelt als verdediger voor Liverpool in de Super League.

## Clubcarrière
Woodham startte haar profcarrière bij Bristol City. Na een seizoen vertrok ze naar Reading FC. Op 31 juli 2019 werd ze samen met Charlie Estcourt verhuurd aan Charlton Athletic voor het seizoen 2019/20. Op 7 juli 2022 maakt Reading FC bekend dat Woodham een nieuw tweejarig contract bij de club had getekend. Aan de start van het seizoen 2023/24 werd Woodham benoemd tot nieuwe aanvoerder van Reading FC.
Op 31 januari 2024 tekende Woodham een tweejarig contract bij NSWL club OL Reign. De Amerikaanse club betaalde een transfersom voor de komst van Woodham.
Na een seizoen maakte ze op huurbasis de overstap naar Crystal Palace in de Super League. In november 2024 stelde Woodham dat ze geloofde in handhaving van de Londense club in de Super League. De huurovereenkomst werd op 29 januari 2025 verlengd tot aan het einde van het seizoen 2024/25. Aan het einde van het seizoen 2024/25 was desondanks degradatie een feit voor Crystal Palace en Woodham.
Woodham bleer behouden in de Super League door de overstap te maken naar Liverpool.

## Statistieken
| Seizoen | Club           | Land             | Competitie   | Wedstrijden | Doelpunten |
| ------- | -------------- | ---------------- | ------------ | ----------- | ---------- |
| 2019/20 | Bristol City   | Engeland         | Super League | 1           | 1          |
| 2020/21 | Reading        | Engeland         | Super League | 12          | 0          |
| 2021/22 | Reading        | Engeland         | Super League | 21          | 0          |
| 2022/23 | Reading        | Engeland         | Super League | 16          | 0          |
| 2023/24 | Reading        | Engeland         | Super League | 1           | 0          |
| 2024    | OL Reign       | Verenigde Staten | NWSL         | 8           | 0          |
| 2024/25 | Crystal Palace | Engeland         | Super League | 20          | 0          |
| 2024/25 | Liverpool      | Engeland         | Super League | 0           | 0          |
| Totaal  | Totaal         | Totaal           | Totaal       | 79          | 1          |

Laatste update: 30 juli 2025

## Interlandcarrière
Woodham maakte in 2020 haar debuut voor het Welshe nationale team. Datzelfde jaar maakte ze op 22 oktober 2020 in een wedstrijd tegen Faeröer Eilanden haar eerste interlanddoelpunt in de kwalificatiereeks voor het EK 2022 in Engeland. Na drie nederlagen volgde uitschakeling in de groepsfase.